# Crotalaria cajanifolia
Crotalaria cajanifolia är en ärtväxtart som beskrevs av Carl Sigismund Kunth. Crotalaria cajanifolia ingår i släktet sunnhampor, och familjen ärtväxter. Inga underarter finns listade i Catalogue of Life.